# アウディ・e-tron

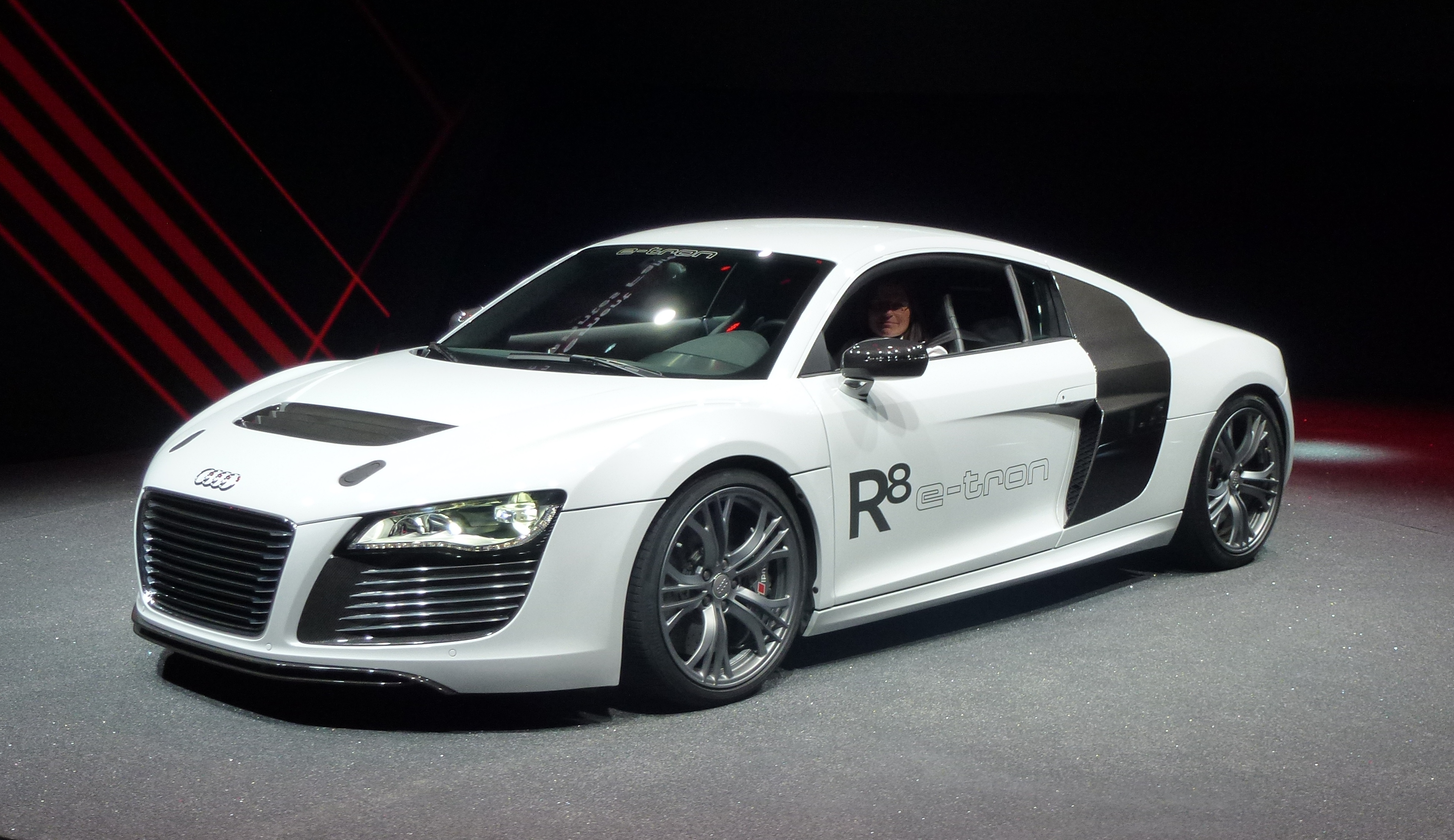
Audi R8 e-tron at IAA 2011

アウディ e-tronシリーズはアウディが2009年以降発表した電気自動車とハイブリッドカーのコンセプトカーである。
2010年にデトロイトで発表された2番目のe-tronコンセプトカーはミッドシップレイアウトのスポーツカーで量産型は電気式と内燃機関の派生機種のアウディ R4 または アウディ R5として2012年に市販が予定されていたが、販売中止が決定された。
“e-tron”の名称はフランス語の報道ではフランス語の"笑い"を意味する単語に近い“étron” (turd)として記載される。

## e-tron の性能
この車両はまだ概念の段階で性能の大半はまだ不透明である。4台の電気モーターを各車輪に備えると見られる。これらのモーターは~3,320 ポンド-フィートのトルクを発生する。最高速度は時速124マイルに制限され、完全充電時には150マイル走行できる。
構想段階においてe-tronは同様に他社との通信や信号等、概念的な技術を備える。

## e-tron コンセプトカー

### フランクフルトで発表されたe-tron
最初のe-tronコンセプトカーは、2009年にフランクフルトモーターショーで発表された。2人乗りでアウディR8に似ているが、より小型で、4基のモーターを搭載した4輪駆動だった。これらの出力は230 kW (308 bhp)でトルクは4,500 N·m (3,319 ft·lbf)で、0-100 km/h加速は4.8秒である。
470 kg (1,036 lb)のリチウムイオン蓄電池を前後に搭載することにより、走行距離は約248 km (154 mi)で、充電には家庭のコンセントから充電した場合6-8時間かかる。セラミックブレーキディスクと同様に回生ブレーキも備えており、エネルギーを回収する。 この車両を基に限定生産車であるR8 e-tronが開発中であると報告された。

### デトロイトで発表されたe-tron
2番目のe-tronコンセプトカーは2010年の北米国際オートショーで発表された。フランクフルトでの車両よりも小型でモーターは後輪を駆動する2基のみを備えている。出力は150 kW (201 bhp)、トルクは2,650 N·m (1,955 ft·lbf)を発揮し、0-100 km/h加速は5.9秒である。類似の生産車ミッドシップレイアウトを特徴とするポルシェやフォルクスワーゲンとプラットホームを共有する9X1を基に開発中であると伝えられる。

### A1 e-tron
アウディ・A1 e-tronコンセプトカーは、アウディ・A1の電気自動車版で2010年のジュネーブモーターショーで発表された。A1 e-tronは定格出力45 kW (61 PS; 60 bhp)、瞬間出力 75 kW (102 PS; 101 bhp)の電気モーターを備えたシリーズ式プラグインハイブリッドである。254 ccの出力15 kW (20 PS; 20 bhp)ロータリーエンジンも同様に発電に使用され、走行距離を伸ばす。

### e-tron スパイダー
2010年のパリモーターショーで発表されたこのロードスターは、221 kW (296 bhp)を発揮するTDI 3.0 L V6 ツインターボディーゼルで後輪を駆動し、前輪を出力64 kW (86 bhp)の電気モーターで駆動するプラグインハイブリッドである。0から100 km/hまでの加速は4.4秒である。
アウディはe-tron スパイダーを2011年1月にラスベガスのコンシューマー・エレクトロニクス・ショーで発表した。それはパリでの車両とほとんど同じであったが、この時は赤に塗られていた。この車両の性能は同じ仕様が発表され、電子的に速度は155 mph (249 km/h)に制限されていた。